# Pierre Grelier
Pour les articles homonymes, voir Grelier.
Pierre Grelier est un homme politique français né le 20 mai 1754 à Vieillevigne et mort le 19 avril 1829 à Nantes.

## Biographie
Fils de Pierre Grelier et Marguerite Pontaiseau, inspecteur de la librairie, il est élu député de la Loire-Inférieure au Conseil des Cinq-Cents le 24 vendémiaire an IV. Il devient secrétaire du Conseil.

## Sources
- « Pierre Grelier », dans Adolphe Robert et Gaston Cougny, Dictionnaire des parlementaires français, Edgar Bourloton, 1889-1891 [détail de l’édition]
- Émilien Maillard, Nantes et le département au XIXe siècle : littérateurs, savants, musiciens, & hommes distingués, 1891.